# Novi Žednik
Novi Žednik (izvirno srbsko Нови Жедник) je naselje v Srbiji, ki upravno spada pod Mesto Subotica; slednja pa je del Severnobačkega upravnega okraja.

## Demografija
V naselju živi 2322 polnoletnih prebivalcev, pri čemer je njihova povprečna starost 41,5 let (40,2 pri moških in 42,7 pri ženskah). Naselje ima 968 gospodinjstev, pri čemer je povprečno število članov na gospodinjstvo 2,90. Prebivalstvo je večinoma nehomogeno, a v času zadnjih treh popisov je opazno zmanjšanje števila prebivalcev.
|  |

| Demografija | Demografija     | Demografija     |
| Leto        | Št. prebivalcev | Št. prebivalcev |
| ----------- | --------------- | --------------- |
|             |                 |                 |
|             |                 |                 |
|             |                 |                 |
|             |                 |                 |
| 1948        | 3633            |                 |
| 1953        | 3735            |                 |
| 1961        | 3909            |                 |
| 1971        | 3435            |                 |
| 1981        | 3195            |                 |
| 1991        | 2932            | 2909            |
| 2002        | 2872            | 2848            |
|             |                 |                 |

| Etnična sestava po popisu iz leta 2002 | Etnična sestava po popisu iz leta 2002 | Etnična sestava po popisu iz leta 2002 | Etnična sestava po popisu iz leta 2002 | Etnična sestava po popisu iz leta 2002 |
| -------------------------------------- | -------------------------------------- | -------------------------------------- | -------------------------------------- | -------------------------------------- |
| Srbi                                   | Srbi                                   |                                        | 1.805                                  | 63,37%                                 |
| Bunjevci                               | Bunjevci                               |                                        | 398                                    | 13,97%                                 |
| Madžari                                | Madžari                                |                                        | 240                                    | 8,42%                                  |
| Hrvati                                 | Hrvati                                 |                                        | 206                                    | 7,23%                                  |
| Jugoslovani                            | Jugoslovani                            |                                        | 44                                     | 1,54%                                  |
| Črnogorci                              | Črnogorci                              |                                        | 35                                     | 1,22%                                  |
| Romi                                   | Romi                                   |                                        | 8                                      | 0,28%                                  |
| Albanci                                | Albanci                                |                                        | 5                                      | 0,17%                                  |
| Makedonci                              | Makedonci                              |                                        | 4                                      | 0,14%                                  |
| Bolgari                                | Bolgari                                |                                        | 3                                      | 0,10%                                  |
| Slovenci                               | Slovenci                               |                                        | 1                                      | 0,03%                                  |
| Nemci                                  | Nemci                                  |                                        | 1                                      | 0,03%                                  |
| Muslimani                              | Muslimani                              |                                        | 1                                      | 0,03%                                  |
| Neznano                                | Neznano                                |                                        | 2                                      | 0,07%                                  |